# Roma Monte Mario
Roma Monte Mario (wł. Stazione di Roma Monte Mario) – przystanek kolejowy w Rzymie, w regionie Lacjum, we Włoszech. Znajdują się tu 2 perony. Według klasyfikacji RFI ma kategorię srebrną.